# Số tam giác

Sáu số tam giác đầu tiên

Số tam giác là số tự nhiên có giá trị bằng tổng các số điểm chấm xuất hiện trong một tam giác đều được sắp xếp bởi các điểm tương tự hình bên; số tam giác thứ n có giá trị bằng tổng các số tự nhiên từ 1 tới n
{\displaystyle T_{n}=\sum _{k=1}^{n}k=1+2+3+\dotsb +n={\frac {n(n+1)}{2}}=C_{n+1}^{2}}
Trong đó, {\displaystyle C_{n+1}^{2}} là tổ hợp chập 2 của n+1.
Có thể xem đây như là số hạng của công thức, mỗi số tam giác là hệ số kép: Số tam giác thứ n là một số của sự ghép cặp được lựa chọn từ n+1 đối tượng. Trong dạng này giải quyết vấn đề bắt tay của việc đếm số lần bắt tay của mỗi người trong một căn phòng kín chứa n+1 người, đó là tổng số lần bắt tay 1 lần với mỗi người khác.
Chuỗi số tam giác (dãy số A000217 trong bảng OEIS) cho n = 1, 2, 3... là: 1, 3, 6, 10, 15, 21, 28, 36, 45, 55,...

## Quan hệ với các số hình học khác
Số tam giác có quan hệ rất rộng với các loại Số hình học khác. Đơn giản nhất là tổng của 2 số tam giác liên tiếp là một số chính phương. Về mặt đại số,
{\displaystyle T_{n}+T_{n-1}=\left({\frac {n^{2}}{2}}+{\frac {n}{2}}\right)+\left({\frac {\left(n-1\right)^{2}}{2}}+{\frac {n-1}{2}}\right)=\left({\frac {n^{2}}{2}}+{\frac {n}{2}}\right)+\left({\frac {n^{2}}{2}}-{\frac {n}{2}}\right)=n^{2}.}
Một sự lựa chọn, những số giống như vậy có thể biểu diễn bằng đồ hoạ:
| 16 |  | 25 |  |

Có vô số số tam giác đồng thời là số chính phương; Ví dụ: 1, 36, 1225, 41616.
Một vài trong số chúng có thể phát sinh từ công thức đệ quy đơn giản:
{\displaystyle S_{n+1}=4S_{n}\left(8S_{n}+1\right)} với {\displaystyle S_{1}=1}
Tất cả các số chính phương tam giác được tìm ra từ công thức đệ quy:
{\displaystyle S_{n}=34S_{n-1}-S_{n-2}+2} với {\displaystyle S_{0}=0} và {\displaystyle S_{1}=1}
Cũng vậy bình phương số tam giác được xem như là tổng lập phương các số tự nhiên từ 1 tới n.
Tổng của n số tam giác đầu tiên là số tứ diện thứ n:
{\displaystyle \sum _{k=1}^{n}{\frac {k(k+1)}{2}}=1+3+6+\dotsb +{\frac {n(n+1)}{2}}={\frac {n(n+1)(n+2)}{6}}=C_{n+2}^{3}}
Trong đó, {\displaystyle C_{n+2}^{3}} là tổ hợp chập 3 của n+2.
Tổng quát hơn, hiệu số giữa số đa giác m cạnh thứ n và số đa giác m+1 cạnh thứ n là số tam giác thứ (n-1). Ví dụ: Số thất giác thứ 6 (81) trừ Số lục giác thứ 6 (66) là số tam giác thứ 5, 15.

## Những đặc tính khác
Số tam giác là bậc cơ sở cơ bản nhất của Công thức Faulhaber
Mọi số hoàn thiện chẵn đều là số tam giác (Được nhận bởi công thức {\displaystyle M_{n}2^{n-1}=M_{n}(M_{n}+1)/2=T_{M_{n}}} khi {\displaystyle M_{n}} là Số nguyên tố Mersenne). Cho đến nay chưa có số hoàn thiện lẻ nào được tìm ra, vì thế mọi số hoàn thiện đã biết đều là số tam giác.
Để lấy ví dụ, số tam giác thứ 3 là (3 × 2 =) 6, số thứ 7 là (7 × 4 =) 28, số thứ 31 là (31 × 16 =) 496, và số thứ 127 là (127 × 64 =) 8128.
Chữ số cuối của số tam giác là 0, 1, 3, 5, 6 hoặc 8, Nếu là 3 là chữ số cuối thì trước nó phải là 0 hoặc 5; Nếu 8 là chữ số cuối thì trước nó phải là 2 hoặc 7.
Trong hệ cơ số 10, căn chữ số của số tam giác khác không luôn là 1, 3, 6 hoặc 9. Do đó mọi số tam giác hoặc chia hết cho 3 hoặc dư 1 khi chia 9:
1 = 9 × 0 + 1
3 = 9 × 0 + 3
6 = 9 × 0 + 6
10 = 9 × 1 + 1
15 = 9 × 1 + 6
21 = 9 × 2 + 3
28 = 9 × 3 + 1
36 = 9 × 4
45 = 9 × 5
55 = 9 × 6 + 1
66 = 9 × 7 + 3
78 = 9 × 8 + 6
91 = 9 × 10 + 1
Có tính chất đặc biệt hơn đối với các số không chia hết cho 3; Các số đó hoặc dư 1 hoặc dư 10 khi chia 27.  Các số mà bằng 10 mod 27 cũng dư 10 khi chia 81.
Căn chữ số của số tam giác lặp lại sau mỗi 9 số như sau "1, 3, 6, 1, 6, 3, 1, 9, 9".
Nếu x là số tam giác, thì ax + b cũng là số tam giác, nếu a là số chính phương lẻ và b = a − 1/8. Để ý rằng
b luôn là số tam giác, vì 8Tn + 1 = (2n + 1)2, từ đây ta có thể tìm tất cả các số chính phương lẻ bằng cách nhân số tam giác với 8 rồi cộng 1.
Một số cặp dưới dạng này (không bao gồm 1x + 0) là: 9x + 1, 25x + 3, 49x + 6, 81x + 10, 121x + 15, 169x + 21, ... v.v.. Nếu x bằng với Tn, thì các công thức này sẽ cho T3n + 1, T5n + 2, T7n + 3, T9n + 4, và tiếp tục như vậy.
Tổng của các nghịch đảo của các số tam giác khác không là:
{\displaystyle \sum _{n=1}^{\infty }{1 \over {{n^{2}+n} \over 2}}=2\sum _{n=1}^{\infty }{1 \over {n^{2}+n}}=2.}
Công thức trên có thể được chứng minh bằng cách sử dụng chuỗi lồng nhau:
{\displaystyle \sum _{n=1}^{\infty }{1 \over {n(n+1)}}=1.}
Hai công thức khác liên quan đến số tam giác là:
{\displaystyle T_{a+b}=T_{a}+T_{b}+ab}
và
{\displaystyle T_{ab}=T_{a}T_{b}+T_{a-1}T_{b-1},}
cả hai đều có thể chứng minh bằng cách quan sát ảnh các số tam giác mô tả bằng điểm (xem trên) hoặc dùng đại số.
Trong 1796, Gauss phát hiện ra rằng mọi số nguyên có thể biểu diễn thành tổng của 3 số tam giác (có thể bao gồm T0 = 0), được viết trong nhật ký của ông như sau: "ΕΥΡΗΚΑ! num = Δ + Δ + Δ". Định lý này không bắt buộc 3 số tam giác phải phân biệt (ví dụ như 20 = 10 + 10 + 0) hay cả ba số đó đều phải khác không. Đây là trường hợp đặc biệt của Định lý số đa giác của Fermat.
Số tam giác lớn nhất dưới dạng 2k − 1 là 4095 (xem phương trình Ramanujan–Nagell).
Wacław Franciszek Sierpiński đã đặt ra câu hỏi về sự tồn tại của bốn số tam giác phân biệt trong cấp số nhân. Bài toán được giả thuyết là bất khả thi lần đầu bởi nhà toán học Kazimierz Szymiczek và về sau được chứng minh bởi Fang và Chen trong 2007.
Các công thức bao gồm việc biểu diễn số nguyên thành tổng các số tam giác thường có mối quan hệ với các hàm theta, cụ thể hơn là hàm theta Ramanujan theta.